# 江苏省社会科学院
江苏省社会科学院是中华人民共和国江苏省的社会科学研究机构及智库，是江苏省人民政府的直属事业单位。

## 历史沿革
1958年，中国科学院江苏分院历史研究所、中国科学院江苏分院经济研究所成立。1960年，中国科学院江苏分院哲学研究所成立。1961年三所合并，成立中国科学院江苏分院哲学社会科学研究所。1962年改名为江苏省哲学社会科学研究所。1980年成立江苏省社会科学院。

## 学术刊物
院办学术期刊有《江海学刊》《学海》《现代经济探讨》《世界经济与政治论坛》《明清小说研究》《世界华文文学论坛》。